# John Wallmark
Bernhard August Johan (John) Wallmark, född 21 juni 1877 i Alfshögs socken, död 22 mars 1949 i Luleå, var en svensk jägmästare.
John Wallmark var son till inspektoren Henning Elis Wallmark och Anna Cecilia Johansson Lindskog. Han avlade mogenhetsexamen i Halmstad 1898 och genomgick Ombergs skogsskola 1899–1900 och Skogsinstitutet 1900–1902. Efter olika förordnanden blev han extraordinarie tjänsteman i Domänstyrelsen 1904, assistent i Sorsele revir 1906 samt ledare av statens myrdikningsarbeten i Ume distrikt 1910. 1915–1919 var han jägmästare i Jörns revir och 1919–1940 överjägare i Övre Norrbottens distrikt. Wallmark var en skicklig skogsman, som bland annat arbetade för modernisering av skogsvården och rationalisering av avverkningstekniken. På skilda områden gjorde han i Norrbottens län insatser. Han var ordförande i länshjälpkommittén 1923–1942, ledamot av hushållningssällskapets förvaltningsutskott 1924–1944, ordförande i kolonisationsnämnden 1940–1944, i länsarbetsnämnden 1940–1948 samt ledamot av skogsvårdsstyrelsen 1925–1942. Dessutom var han bland annat ordförande i 1928 års laxfiskekommissions svenska avdelning 1928–1942 och vice ordförande i Norrlands skogsvårdsförbund 1934–1945. Särskilt märks Wallmarks omfattande arbete för Norrlands läns arbetsstugor. Som ledamot av centralstyrelsen från 1923 och VD från 1933 fullföljde han det arbete som börjats av Carl Svedelius och fortsatts av Albert Carlgren.